# Jan Vennegoor of Hesselink
Jan Vennegoor of Hesselink (* 7. listopadu 1978 Oldenzaal) je bývalý nizozemský fotbalový útočník a reprezentant, který ukončil kariéru v červenci 2012 v nizozemském klubu PSV Eindhoven. Sám hráč uvedl, že nechce své příjmení uvádět ve zkrácené podobě, neboť v překladu znamená Vennegoor a Hesselink, čili obě části jsou stejně důležité.

## Klubová kariéra

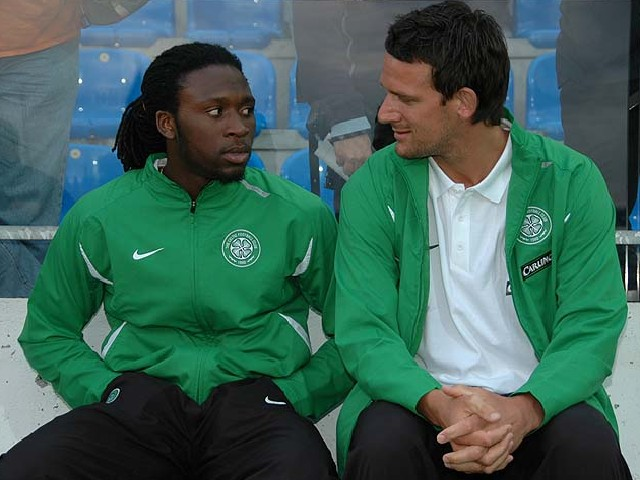
Jan Vennegoor of Hesselink s krajanem Evanderem Sno v Celtiku

V Eredivisii patřil mezi nejnebezpečnější útočníky a každoročně se řadil do popředí střeleckých statistik nizozemské ligy. S PSV vyhrál dvakrát nizozemský titul a superpohár. Jeho problémem byla relativně častá zranění. V létě 2006 se rozhodl opustit PSV Eindhoven a přestoupil do Celticu Glasgow.

## Reprezentační kariéra
V reprezentačním výběru Marca van Bastena většinou střídal Ruuda van Nistelrooije.
Reprezentačním trenérem Marcem van Bastenem byl povolán i do nizozemské reprezentace pro mistrovství světa ve fotbale 2006 v Německu.

## Úspěchy
FC Twente
- 1× vítěz nizozemského poháru – (2001)

PSV Eindhoven
- 3× vítěz Eredivisie – (2002/03, 2004/05, 2005/06)
- 2× vítěz nizozemského poháru – (2005, 2012)

Celtic FC
- 2× vítěz Scottish Premier League – (2006/07, 2007/08)
- 1× vítěz skotského poháru – (2007)
- 1× vítěz skotského ligového poháru – (2009)